# Animal (F**k Like a Beast)
Animal (F**k Like a Beast) – piosenka rockowa zespołu W.A.S.P., wydana w 1984 roku na singlu.

## Historia
Piosenka w dosadny sposób opowiada o męskich fantazjach erotycznych. Inspiracją dla jej autora, Blackiego Lawlessa, było zdjęcie lwów w okresie godowym zamieszczone w czasopiśmie „National Geographic”.
Gdy utwór stał się znany szerszej publiczności, ze względu na tytuł i tekst okazał się skandalem. Muzycy chcieli, aby piosenka otwierała ich debiutancki album. Jednakże wydawca zespołu – Capitol Records – odmówił umieszczenia piosenki na albumie ze względu na ryzyko usunięcia z głównych list przebojów, dlatego też zespół podpisał umowę z Music for Nations na wydanie tego konkretnego singla. W 1985 roku piosenka znalazła się na liście Filthy 15 Parents Music Resource Center (PMRC), zawierającej szczególnie obraźliwe utwory muzyczne. Z inicjatywy PMRC odbyło się przesłuchanie w Senacie Stanów Zjednoczonych, mające na celu przeforsowanie systemu klasyfikacji wiekowej albumów muzycznych. Niemniej jednak Blackie Lawless nie składał wówczas zeznań.
Piosenka zajęła 61. miejsce na liście UK Singles Chart.
Utwór był coverowany przez Debauchery (2013), Wednesday 13 (2019) i Twinkle Twinkle Little Rock Star (2023).
Od 2006 roku W.A.S.P. nie wykonywał tego utworu na koncertach, ze względu na nawrócenie Lawlessa na chrześcijaństwo. Muzyk argumentował, że nie chce dawać negatywnego przykładu młodym ludziom. Mimo to w październiku 2022 roku w Las Vegas zespół po raz pierwszy od szesnastu lat wykonał ten utwór, jako element retrospekcji swojej kariery.